# 等離子炮
等離子炮，也稱為電熱加速器，是一種實驗性遠射武器，它通過槍管後部電極之間的等離子放電來加速射彈，從而使壓力迅速增加。除了使用等離子放電代替化學推進劑（例如黑火藥或硝化纖維素）外，它的功能與其他類型的槍支相似。

## 另見
- 電熱化學炮